# Larry Wall
Larry Wall (Los Angeles, 27 de setembro de 1954) é um programador, linguista e autor americano, conhecido principalmente por ser o criador da linguagem de programação Perl. Atualmente trabalha na editora de livros O'Reilly Media.
Wall obteve o grau de bacharel da Seattle Pacific University em 1976. Wall é autor do cliente Usenet rn e do quase universalmente usado patch program. Ganhou o concurso de programação "International Obfuscated C Code Contest" duas vezes e foi o primeiro vencedor do prêmio da Free Software Foundation pelo avanço do software livre em 1998.
Além de suas habilidades técnicas, Wall é conhecido por sua sagacidade e senso de humor frequentemente irônico, os quais demonstra nos comentários de código fonte ou no Usenet. Por exemplo: “Todos concordamos com a necessidade do compromisso. Nós apenas não concordamos com quando é necessário se comprometer.”
Larry Wall tem as qualificações da linguística, que foram úteis no projeto do Perl. É o co-autor do livro "Programando em Perl" (frequentemente citado como o livro do camelo), que é o principal recurso para programadores da linguagem. Também foi editor de "Perl Cookbook". Seus livros são publicados pela O'Reilly.
A fé Cristã de Wall influenciou partes da terminologia do Perl, como o próprio nome, uma referência bíblica à “pérola de grande valor” (Mateus 13:46). Outros exemplos similares são o nome da função bless, e a organização de suas falas em categorias tais como apocalipse e exegese. Wall também lembrou a sua fé quando falou em conferências, incluindo uma fala direta sobre sua crença na conferência sobre Perl em agosto de 1997 e uma discussão sobre o "Progresso do Peregrino" no YAPC (Yet Another Perl Conference - "mais uma conferência do Perl") em junho de 2000.
Quando estavam na faculdade, Wall e sua esposa estudavam linguística com a intenção de mais tarde encontrarem uma linguagem que não possuísse escrita, talvez na África, e criarem um sistema de escrita para ela. Com este novo sistema de escrita eles queriam traduzir vários textos para a linguagem, entre eles a Bíblia. Por motivos de saúde esses planos foram cancelados, e eles continuaram nos Estados Unidos, onde Larry entrou para o Laboratório de Propulsão de Jatos da NASA, ao terminar a faculdade.
Wall continua a supervisionar o desenvolvimento adicional do Perl e atua como Benevolent Dictator for Life (BDFL) (Ditador Benevolente Vitalício), do projeto do Perl. Existem duas "regras", assim chamadas, tiradas da documentação oficial do Perl:
1. Larry por definição está sempre certo sobre como o Perl deve se comportar. Isto significa que ele tem o poder final do veto na funcionalidade do todo.
2. É permitido a Larry mudar de ideia mais tarde sobre qualquer assunto, não importa se ele invocou previamente a regra 1.

- Entendeu? Larry está sempre certo, mesmo quando tiver errado anteriormente.